# Redingeria glaucoglyphica
Redingeria glaucoglyphica är en lavart som först beskrevs av Sipman, och fick sitt nu gällande namn av Frisch 2006. Redingeria glaucoglyphica ingår i släktet Redingeria och familjen Thelotremataceae.   Inga underarter finns listade i Catalogue of Life.